# Anna Eynard-Lullin

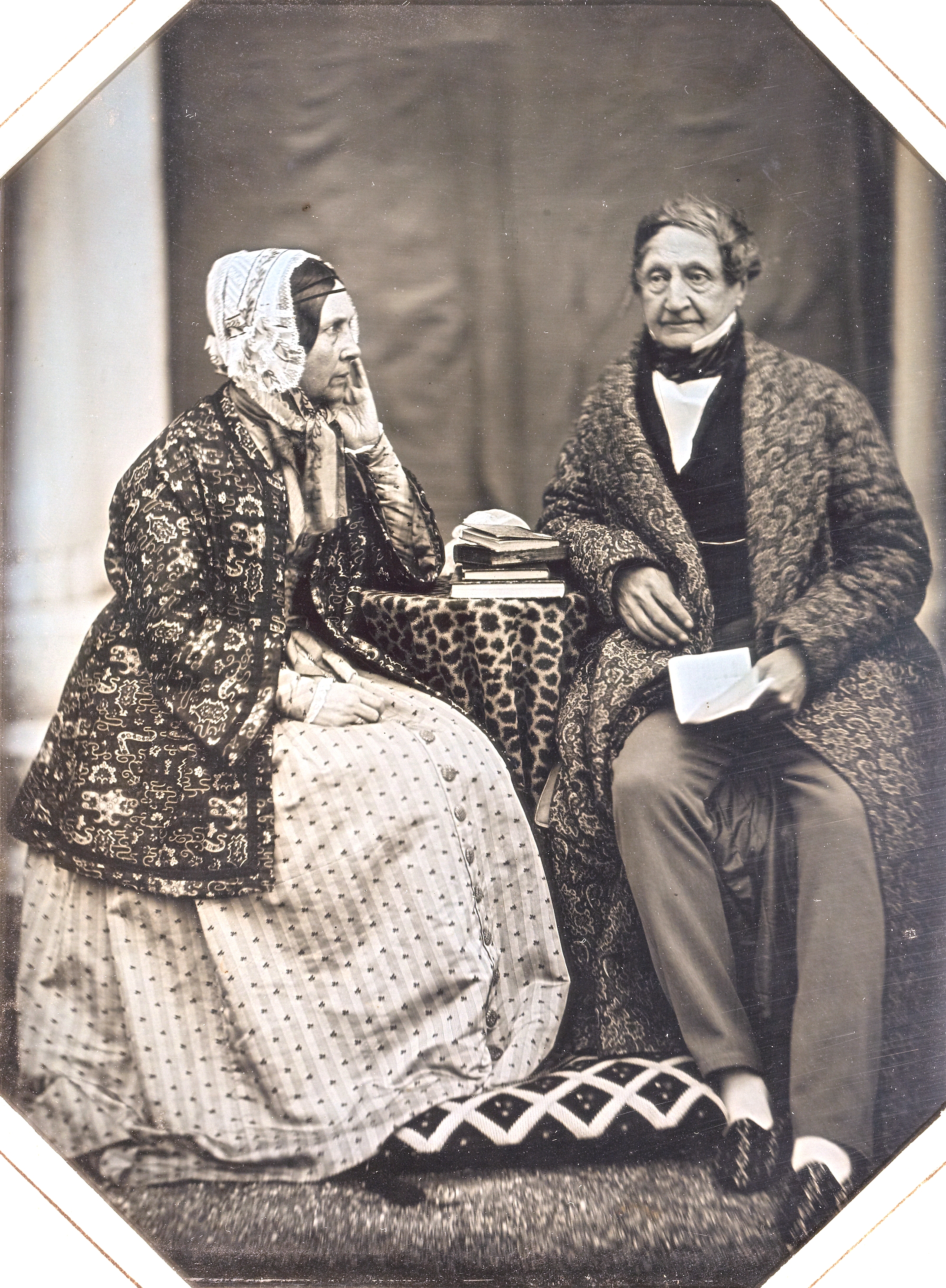
Anna Eynard-Lullin und Jean-Gabriel Eynard

Anna Eynard-Lullin (* 26. Mai 1793 in Genf; † 30. Oktober 1868 ebenda; heimatberechtigt ebenda) war eine Schweizer Bildhauerin, Zeichnerin, Architektin, Kunstliebhaberin und Philanthropin aus dem Kanton Genf.

## Leben
Anna Eynard-Lullin war eine Tochter von Michel Lullin de Châteauvieux, Bankier, und Lucy Amélie Christine Pictet. Sie war eine Schwester von Adolphe Lullin. Im Jahr 1810 heiratete sie Jean-Gabriel Eynard. Im Jahr 1814 begleitete Eynard ihren Ehemann und ihren Onkel Charles Pictet de Rochemont an den Wiener Kongress. Dort spielte sie mit ihrer Teilnahme am mondänen Leben und dem Empfang der höchsten diplomatischen Persönlichkeiten jener Zeit in ihrem Salon eine wichtige Rolle.
Sie begleitete ihren Mann in seiner diplomatischen Tätigkeit auch an den Aachener Kongress im Jahr 1818. Sie setzte sich dort für den toskanischen Hof ein. Ihre frühe Pariser Erfahrung, die wiederholten Aufenthalte in Florenz und die zahlreichen Reisen regten ihren Kunstgeschmack an. Sie zeigte Begabung für Architektur und beteiligte sich an der Projektierung ihres Genfer Domizils, des Palais Eynard, erbaut von 1817 bis 1821. In diesem ist der Einfluss internationaler, sich an Palladio orientierender Strömungen spürbar. Eynard liess auch die umliegenden Gebäude restaurieren und die Häuser der heutigen Rue Eynard erbauen. Sie initiierte im Jahr 1863 den Bau des Palais de l'Athénée. Sie verfolgte eine grosse philanthropische Tätigkeit.